# Pernell Whitaker
Pernell Whitaker (Norfolk, 2 gennaio 1964 – Virginia Beach, 14 luglio 2019) è stato un pugile statunitense.
Ha vinto la medaglia d'oro alle Olimpiadi di Los Angeles del 1984.
Soprannominato "Sweet Pea", è stato campione IBF, WBC, WBA dei leggeri, IBF dei welters jr., WBC dei welters e WBA dei medioleggeri. Un nativo di Norfolk, Virginia, Whitaker ha vinto la medaglia d'argento ai Campionati del mondo del 1982; a ciò è seguita la conquista dell'oro ai Giochi Panamericani di Caracas nel 1983 e alle Olimpiadi del 1984. Ha poi iniziato la sua carriera come professionista, nella quale ha conquistato quattro titoli mondiali in quattro categorie di peso differenti. È considerato uno dei più grandi pugili di tutti i tempi. È stato inserito nella International Boxing Hall of Fame nel 2006.

## Biografia
Pernell Whitaker è nato il 2 gennaio 1964 a Norfolk, Virginia, da Raymond e Novella Whitaker.
Muore a Virginia Beach il 15 luglio 2019 all'età di 55 anni, travolto da un'automobile mentre attraversava un incrocio.

## Carriera

### Carriera da dilettante
Whitaker ha avuto una carriera da dilettante di successo, avendo iniziato a combattere alla giovanissima età di nove anni. I suoi incontri confermati sono 214, le vittorie 201, 91 delle quali portate a termine per KO; ciononostante Pernell afferma di aver combattuto più di 500 incontri da pugile principiante. Pur avendo perso contro il due volte medaglia d'oro olimpica Ángel Herrera Vera alla finale del Campionato del mondo nel 1982, ha avuto l'occasione di riscattarsi su quest'ultimo sconfiggendolo a sua volta quattro volte, in una circostanza nella finale dei Giochi Panamericani di Caracas nel 1983. Termina la sua carriera con un'altra soddisfazione, vincendo la medaglia d'oro alle Olimpiadi di Los Angeles del 1984

### Dopo il ritiro
Dopo il ritiro si dedica all'allenamento di nuovi talenti della boxe negli Stati Uniti.

## Vita personale
Padre di quattro figli, Whitaker abitava a Virginia Beach.